# 9478 Caldeyro
9478 Caldeyro eller 2148 P-L är en asteroid i huvudbältet som upptäcktes den 24 september 1960 av den nederländsk-amerikanske astronomen Tom Gehrels och det nederländska astronomparet Ingrid van Houten-Groeneveld och Cornelis Johannes van Houten vid Palomarobservatoriet. Den är uppkallad efter läkaren Roberto Caldeyro-Barcia.
Den tillhör asteroidgruppen Hygiea.